# Campeonato Mundial de Atletismo Júnior de 2010 - Decatlo masculino
A prova do decatlo masculino do Campeonato Mundial de Atletismo Júnior de 2010 ocorreu entre os dias 20 e 21 de julho em Moncton, no Canadá. 

## Recordes
Antes desta competição, os recordes mundiais e do campeonato nesta prova eram os seguintes:
|     | Nome             | Nacionalidade     | Pontos | Local  | Data                 |
| --- | ---------------- | ----------------- | ------ | ------ | -------------------- |
| WJR | Torsten Voss     | Alemanha Oriental | 8397   | Erfurt | 7 de julho de 1982   |
| CR  | Arkadiy Vasilyev | Rússia            | 8059   | Pequim | 17 de agosto de 2006 |

## Medalhistas
| Ouro              | Prata                | Bronze               |
| Kévin Mayer (FRA) | Ilya Shkurenev (RUS) | Marcus Nilsson (SWE) |

## Cronograma
Todos os horários são locais (UTC-4).
| Data        | Hora  | Evento                   |
| ----------- | ----- | ------------------------ |
| 20 de julho | 09:35 | 100 metros rasos         |
| 20 de julho | 10:30 | Salto em distância       |
| 20 de julho | 00:20 | Arremesso de peso        |
| 20 de julho | 16:30 | Salto em altura          |
| 20 de julho | 21:30 | 400 metros rasos         |
| 21 de julho | 09:00 | 110 metros com barreiras |
| 21 de julho | 09:45 | Arremesso de disco       |
| 21 de julho | 12:30 | Salto com vara           |
| 21 de julho | 18:05 | Lançamento de dardo      |
| 21 de julho | 21:10 | 1500 metros rasos        |

## Resultados finais
| Posição           | Atleta                 | Nacionalidade  | 100 m             | SD   | AP    | SA   | 400 m | 110 m             | AD    | SV   | LD    | 1500 m  | Pontos | Notas |
| ----------------- | ---------------------- | -------------- | ----------------- | ---- | ----- | ---- | ----- | ----------------- | ----- | ---- | ----- | ------- | ------ | ----- |
| Medalha de ouro   | Kévin Mayer            | França         | 11.12 (w: 1.3m/s) | 7.41 | 14.01 | 2.04 | 49.39 | 14.21 (w: 0.9m/s) | 37.57 | 4.70 | 49.76 | 4:21.35 | 7928   |       |
| Medalha de prata  | Ilya Shkurenev         | Rússia         | 11.25 (w: 1.3m/s) | 7.26 | 13.48 | 2.01 | 50.46 | 14.81 (w: 0.2m/s) | 43.15 | 5.00 | 55.49 | 4:42.92 | 7830   |       |
| Medalha de bronze | Marcus Nilsson         | Suécia         | 11.30 (w: 0.5m/s) | 6.93 | 14.55 | 1.92 | 49.54 | 14.75 (w: 0.2m/s) | 45.18 | 4.60 | 51.64 | 4:25.31 | 7751   |       |
| 4                 | David Guest            | Reino Unido    | 10.90 (w: 0.3m/s) | 7.36 | 13.14 | 1.95 | 49.11 | 14.25 (w: 0.9m/s) | 40.36 | 4.60 | 44.62 | 4:36.13 | 7691   |       |
| 5                 | José Angel Mendieta    | Cuba           | 10.97 (w: 1.3m/s) | 7.28 | 15.20 | 1.95 | 50.99 | 14.93 (w: 0.9m/s) | 41.21 | 4.00 | 63.20 | 4:45.04 | 7677   |       |
| 6                 | Kai Kazmirek           | Alemanha       | 10.96 (w: 1.3m/s) | 6.87 | 13.25 | 1.95 | 47.63 | 14.41 (w: 0.2m/s) | 40.15 | 4.50 | 53.07 | 4:47.48 | 7638   |       |
| 7                 | Jérémy Lelièvre        | França         | 11.02 (w: 0.3m/s) | 7.18 | 14.41 | 1.92 | 49.32 | 14.99 (w: 1.4m/s) | 36.24 | 4.50 | 52.29 | 4:36.65 | 7568   |       |
| 8                 | Petter Olson           | Suécia         | 11.09 (w: 1.3m/s) | 6.92 | 14.18 | 1.92 | 49.48 | 14.72 (w: 0.9m/s) | 39.80 | 4.60 | 44.92 | 4:33.41 | 7515   |       |
| 9                 | Michal Štefek          | Chéquia        | 10.96 (w: 1.3m/s) | 7.02 | 13.71 | 1.98 | 49.76 | 14.85 (w: 1.4m/s) | 35.89 | 4.40 | 51.95 | 4:36.33 | 7512   |       |
| 10                | Jonay Jordan           | Espanha        | 11.33 (w: 0.5m/s) | 6.73 | 15.86 | 1.95 | 50.70 | 14.57 (w: 0.2m/s) | 38.67 | 4.30 | 45.75 | 5:01.55 | 7242   |       |
| 11                | Nikita Semenenko       | Rússia         | 11.80 (w: 0.3m/s) | 6.48 | 15.52 | 2.01 | 52.85 | 15.44 (w: 1.4m/s) | 41.02 | 4.20 | 55.11 | 4:47.66 | 7160   |       |
| 12                | Neamen Wise            | Estados Unidos | 10.84 (w: 0.3m/s) | 7.29 | 12.11 | 1.92 | 50.33 | 14.97 (w: 0.9m/s) | 39.78 | 3.80 | 49.24 | 5:00.45 | 7132   |       |
| 13                | Martin Roe             | Noruega        | 11.20 (w: 1.3m/s) | 6.90 | 14.16 | 1.83 | 51.94 | 16.28 (w: 1.4m/s) | 42.35 | 4.10 | 56.22 | 4:54.72 | 7056   |       |
| 14                | Kevin Lazas            | Estados Unidos | 11.26 (w: 1.3m/s) | 6.88 | 14.07 | 1.89 | 52.46 | 15.86 (w: 1.4m/s) | 34.45 | 4.40 | 53.37 | 4:49.19 | 7028   |       |
| 15                | Dominik Alberto        | Suíça          | 11.08 (w: 0.5m/s) | 6.43 | 13.89 | 1.83 | 50.81 | 14.91 (w: 0.9m/s) | 38.76 | 4.40 | 49.10 | 5:02.82 | 7027   |       |
| 16                | Ashley Bryant          | Reino Unido    | 11.02 (w: 1.3m/s) | 7.11 | 13.56 | DNF  | 49.53 | 14.38 (w: 0.2m/s) | 41.66 | 4.20 | 65.00 | 4:47.86 | 6975   |       |
| 17                | Jeroen Vanmulder       | Bélgica        | 11.25 (w: 1.3m/s) | 6.99 | 11.57 | 1.89 | 50.52 | 16.19 (w: 0.2m/s) | 35.83 | 3.90 | 46.66 | 4:39.64 | 6796   |       |
| 18                | Jared Heldman          | Canadá         | 10.90 (w: 0.5m/s) | 7.24 | 13.17 | 1.77 | 50.28 | 14.99 (w: 1.4m/s) | 30.50 | 3.70 | 39.25 | 5:05.13 | 6658   |       |
| 19                | Eetu Taskinen          | Finlândia      | 11.53 (w: 1.3m/s) | 5.99 | 13.40 | 1.77 | DQ    | 15.67 (w: 0.2m/s) | 42.02 | 4.00 | 57.65 | 5:11.39 | 5916   |       |
| 20                | Taavi Saar             | Estónia        | 11.52 (w: 1.3m/s) | 6.27 | 13.36 | 1.80 | 53.05 | 15.89 (w: 0.2m/s) | 35.53 | DNF  | 46.02 | 5:25.36 | 5661   |       |
| 21                | Taavi Sarapuu          | Estónia        | 11.63 (w: 0.3m/s) | 6.68 | 12.90 | 1.86 | 54.56 | 15.96 (w: 1.4m/s) | NM    | 4.40 | NM    | 5:05.95 | 5415   |       |
| 22                | Gert Swanepoel         | África do Sul  | 11.52 (w: 0.3m/s) | 6.29 | 11.01 | 1.83 | 50.69 | DQ                | 27.01 | DNS  | 45.42 | 4:34.30 | 5024   |       |
| 23                | Mathias Brugger        | Alemanha       | 11.19 (w: 0.5m/s) | 7.08 | 14.15 | 1.95 | 50.01 | DNF               | DNS   | DNS  | DNS   | DNS     | DNF    |       |
| 24                | Otto Ylöstalo          | Finlândia      | 11.68 (w: 0.5m/s) | 6.81 | 13.54 | 1.83 | 54.23 | DNS               | DNS   | DNS  | DNS   | DNS     | DNF    |       |
| 25                | Adam Helcelet          | Chéquia        | 10.96 (w: 0.3m/s) | 6.93 | 13.75 | DNS  | DNS   | DNS               | DNS   | DNS  | DNS   | DNS     | DNF    |       |
| 26                | Mohamed R.A. Al-Mannai | Catar          | 11.55 (w: 1.3m/s) | 7.00 | 11.94 | DNS  | DNS   | DNS               | DNS   | DNS  | DNS   | DNS     | DNF    |       |

Legenda
| Recorde mundial       | Recorde mundial (World record)               |                       | Recorde africano                      | Recorde africano (African) |                                           | Q | Classificado por posição (Qualified) |
| Recorde do campeonato | Recorde do campeonato (Championship record)  | Recorde da América    | Recorde da América (Americas)         | q                          | Classificado por melhor tempo (Qualified) |   |                                      |
| Melhor marca do ano   | Melhor marca do ano (World leading)          | Recorde asiático      | Recorde asiático (Asian)              | DNS                        | Não largou (Did not start)                |   |                                      |
| Recorde nacional      | Recorde nacional (National record)           | Recorde europeu       | Recorde europeu (European)            | DNF                        | Não terminou (Did not finish)             |   |                                      |
| Recorde pessoal       | Recorde pessoal do atleta (Personal best)    | Recorde da Oceania    | Recorde da Oceania (Oceania)          | DSQ / DQ                   | Desclassificado (Disqualified)            |   |                                      |
| Recorde da temporada  | Recorde da temporada do atleta (Season best) | Recorde sul-americano | Recorde sul-americano (South America) | NM                         | Sem marca (No mark)                       |   |                                      |